# Megaselia curtibarba
Megaselia curtibarba är en tvåvingeart som beskrevs av Rudolf Beyer 1964. Megaselia curtibarba ingår i släktet Megaselia och familjen puckelflugor. Inga underarter finns listade i Catalogue of Life.